# Burkina Fasos flag
Burkina Fasos flag består af to lige store horisontale bånd med en stjerne i midten. Det øverste bånd er rødt, det nederste er grønt og den femtakkede stjerne er gul. Disse farver er fælles for mange afrikanske flag og kaldes pan-afrikanske farver. I Burkina Fasos tilfælde siges det også, at det røde står for socialismen, det grønne for Burkina Fasos frugtbarhed og at stjernen symboliserer revolutionens ledende lys. 
Flaget er i størrelsesforholdet 2:3. Samme flag benyttes som nationalflag, statsflag og flag for Burkina Fasos væbnede styrker. Flaget blev indført 4. august 1984, efter at landet skiftede navn fra Øvre Volta. 

## Tidligere flag
Øvre Voltas flag var en vandret trikolore i sort over hvidt over rødt. Dette flag blev indført i 1959, lige før landets selvstændighed fra Frankrig. De tre striber skulle symbolisere landets tre vigtige floder: den sorte, hvide og røde Volta. 